# Автомобильные дороги СССР
Автомобильные дороги СССР — система автомобильных дорог, заложенная исторически в Российской империи сетью почтовых трактов и развитая в советское время в рамках государственных программ развития автомобильного транспорта, грузоперевозок, пассажирского сообщения и мобильности населения.

## Предыстория
Развитие сухопутных дорог в России тесно связано с почтой: натуральная почтовая повинность (обязанность дать княжескому гонцу коня и корм) в Древней Руси появилась уже в X веке.
Значительно расширилась сеть русской почты с созданием ямов — почтовых станций, появившихся в XIII веке благодаря приходу Золотой Орды, для быстрой связи центра монгольской империи с её окраинами.
К XV—XVI векам почтовая связь установилась по всей стране, расстояние между ямскими станциями составляло 40—100 вёрст.
Первые факты применения научных методов при проектировании и строительстве дорожных сооружений относятся к начальному этапу постройки Большого каменного моста в Москве в 1643 году.
Существенную роль в улучшении российских трактов сыграло учреждение в 1665 году почтовой службы.
К XVIII веку почти все дороги находились в ведении региональных властей, что прописывалось в регламенте Камер-коллегии 1731 года, которая в своем документе 1741 года объясняла это так: если дорогу строить и ремонтировать будут местные жители, они «со всяческой бережностью к дороге относиться будут».
За средства казны в середине XVIII века строили и ремонтировали только дороги, по которым двигались государственные люди и августейшие особы: из Петербурга в пригороды (Царское Село, Петергоф, Шлиссельбург), в Прибалтику (Петербург — Нарва) и в Москву («Першпективная дорога»). Мосты строили за счет губернских и уездных властей специально нанятые подрядчики, тогда как устройство самих дорог было довольно простым (фашины или бревна, уложенные в основание дороги, и покрытые сверху выровненным песком), и с ним могли справиться простые крестьяне.
В правление Екатерины II началось сооружение каменных дорог в Российской империи, строительство Военно-Грузинской дороги через Главный Кавказский хребет, открытой в 1799 году.
В первой половине XIX века от сооружения грунтовых дорог перешли к шоссейным, в ноябре 1809 года создано Управление водяными и сухопутными сообщениями во главе с принцем Г. Ольденбургским — централизованный орган управления и строительства путей сообщения. С 1810 года оно называется Главное управление путей сообщения.
В 1817—1834 годах построена шоссейная дорога между Москвой и Петербургом по системе французского инженера П. Трезаге. Начинается строительство шоссе в западных губерниях страны (Польше, Финляндии, Прибалтике), а также Петербургско-Ковенского, Московско-Нижегородского. Тульского, Смоленского, Рязанского, Ярославского и других. До конца века значение шоссейных дорог падает, так как приоритет, по экономическим соображениям, отдается железным дорогам.
В 1885—1890 годах усилиями Военного министерства были построены шоссе Петербург — Псков — Варшава, Москва — Брест — Варшава и некоторые другие. Крупное по масштабам и государственной важности строительство в конце XIX — начале XX вв. проводилось в Новороссии и Крыму.
Появление автомобильного транспорта способствовало перемене отношения российской власти к шоссейным дорогам: их снова начали строить за счёт государственного и местных бюджетов. Почти ежегодно устраивались автопробеги для популяризации автомобильного транспорта.

## История
После Октябрьской революции дорожное строительство было поручено нескольким ведомствам: Военстрою, Фронтстрою и Управлению шоссейных дорог (Упшосс) Наркомата путей сообщения.
Когда закончилась Гражданская война, дорожная отрасль подверглась ряду реорганизаций, в результате чего дороги общегосударственного значения перешли в ведение Центрального управления местного транспорта (Цудортранс) в составе прежнего наркомата, а местные дороги — в ведение Главного управления коммунального хозяйства (ГУКХ) НКВД. Непосредственными работами на государственных трассах занимались окружные управления местного транспорта, подчинённые Центральному. Аналогичной была структура ГУКХ.
В ведении Цудортранса были созданы Главдортрансы (главные управления шоссейных и грунтовых дорог и автотранспорта) при наркоматах союзных республик.
При этом ремонты дорог проводились бессистемно, в результате чего в 1925 году была введена дорожная повинность, обязывающая местных жителей определённое число дней в году отработать на ремонте и прокладке дорог.
В 1920-е годы основным типом дорог в стране оставались грунтовые. Их улучшали методом профилирования и применением различных добавок: глины и песка, шлаков и гравия, жерствы и торфа, жидкого стелка и дефекационной грязи. Катастрофически не хватало даже простого шанцевого инструмента, а из прочей техники в 1921—1922 годах у дорожников имелось 28 грейдеров, 169 паровых и 35 моторных катков, 84 камнедробилки и 22 трактора.
С 1922—1923 гг. по 1927—1928 гг. механизированным способом удалось построить только 1 000 км грунтовых дорог. В 1926 г. и др. [7].
В 1926 году в Москве был основан Центральный НИИ по строительству и эксплуатации дорог. В 1936 году на его базе был основан Дорожный научно-исследовательский институт (ДорНИИ).
В том же году на Онежском заводе (Петрозаводск) начался выпуск конных, а затем тракторных скреперов-волокуш и скреперов на полозьях, утюгов, канавокопателей.
В 1927 году в Ленинградской области на тракте Псков-Шимск проведен опыт улучшения грунтовой дороги органическими вяжущими материалами (полугудроном и гудроном). В это же время на Волоколамском шоссе дорожники уложили первые 80 м асфальтобетонного покрытия. Вскоре асфальтобетонные, бетонные и железобетонные участки появились под Ленинградом, в Баку, Ялте и Туапсе.
За период с 1922 по 1928 год построено и перестроено 3,8 тыс. км дорог, однако почти половина из них — грунтовые. Развернулось строительство больших трактов: Чуйского, Кяхтинского, Усинского, Тункинского, дан старт созданию Черноморского шоссе. К концу 1932 года действовали уже 5822 автомобильные линии протяженностью 35 тыс. км.

### Первая пятилетка
За первую пятилетку (1928—1932) было запланировано построить 360 тысяч км новых шоссейных дорог и отремонтировать 1.3 млн км грунтовых.
В годы первой пятилетки было выпущено более 3500 легких и средних прицепных дорожных грейдеров на конной тяге. Но для выполнения плана недоставало ресурсов: не хватало не только денег и техники, но и квалифицированных специалистов-дорожников. Тем не менее удалось привести в порядок 102 тысячи 100 км дорог. Были сданы в эксплуатацию Чуйский тракт (598 км), Усинский тракт (345 км) и некоторые другие важнейшие для освоения Сибири и Дальнего Востока дороги. При этом 90 % дорог в России оставались без твёрдого покрытия.
В 1930-х годах широко развернулось строительство усовершенствованных дорог. Строители Ленинградской области опробовали обработку разжижённым битумом участка Ораниенбаумского шоссе, на Московско-Нижегородском шоссе была применена обработка покрытия цементным раствором разной консистенции.
В 1931 году было организовано первое в СССР производство битумных эмульсий. Механизация дорожных работ позволила шире применять местные материалы (гравийные смеси, опоки, известь, ракушечник).
В том же году на заводах Дормаштреста начался выпуск специализированной дорожной техники: самоходных катков, камнедробилок, навесного оборудования для сезонных дорожных работ. В этом тресте работали Онежский, Рыбинский, Кременчугский и Краснодарский заводы дорожного машиностроения. Однако применение выпускаемых машин осложнялось тем, что к их конструированию Дормаштрест не привлекал самих дорожников, а уже выпущенные, порой не совсем качественные и подходящие для реальной эксплуатации машины поставлялись с большими задержками. Общий план поставки машин был выполнен в 1931 году на 70 %, причем грейдеров легкого типа выпустили в полтора раза больше (660 вместо 450), среднего типа в полтора раза меньше (411 вместо 700), а сложных не выпустили совсем.
В 1931 году были разработаны первые в СССР обязательные технические условия для строительства дорог, в которых все они были подразделены по грузонапряженности и типу дорожной одежды на три типа: грунтовые, мощёные и шоссейные. В это время по дорогам еще предусматривается движение гужевого транспорта, так как в ведении Союзтранса находилось 6 тысяч автомобилей и 22 тысячи лошадей.
В 1932 году в Москве был пущен в эксплуатацию первый завод по производству холодных асфальтобетонных смесей, который уже в первый год выпустил 1500 тонн продукции.
Были построены асфальтированные подъезды к Москве, Ленинграду и другим крупным городам.
Цудортранс докладывал 4 марта 1932 г., что «заказы на механические снаряды, принятые промышленностью в объеме значительно отстающем от фактической потребности дорожного хозяйства, выполняются ею в ничтожном проценте», а фактически заводы поставили важнейших машин: грейдеров тяжелых — 0 %; катков паровых — 50 %; катков моторных — 4 %; камнедробилок — 50 %; тракторов гусеничных — 0 %; тракторов колесныех- 50 %; автогрузовиков — 30 %.

### Вторая пятилетка
Средств на строительство дорог выделялось недостаточно, однако индустриализация страны требовала развития дорожной сети. Решение нашлось в передаче всех дорог в ведение НКВД СССР, где в 1936 году было образовано Главное управление шоссейных дорог (Гушосдор). Ранее НКВД начал использовать на строительстве дорог труд заключённых, что продолжилось после передачи государственных дорог в ведение наркомата.
В течение второй пятилетки (1933—1937) в стране было построено 230 тысяч километров профилированных грунтовых дорог, однако дороги с твердым покрытием строились с отставанием на 15 %..
В 1934 году в СССР наладили выпуск автогудронаторов, что позволило ускорить темпы прокладки асфальтированных дорог и улучшить их качество. Стали применяться разжиженные битумы, битумные и дёгтевые эмульсии, содержащие около 50 % воды и 2 % эмульгатора. Этот метод позволял работать при более низких температурах и с влажным щебнем, а также с гравийными материалами с большим содержанием пылеватых и песчаных частиц. Дороги низших категорий стали строить методом смешения компонентов прямо на дороге.
Постановлением Совнаркома СССР 1934 года было решено построить первые в стране автомагистрали от Москвы до Минска, протяженностью 695 километров с расчетной скоростью движения 120 километров в час, и от Москвы до Киева (500 км). Впервые в Советском Союзе эти магистрали были спланированы с железобетонными мостами и развязками в разных уровнях. Хотя эти дороги строились преимущественно вручную, в основной части они были закончены в срок — к 1940-41 годам.
В течение второй пятилетки в Советском Союзе было построено 210 тысяч км дорог, в том числе 600 км асфальтобетонных, 5400 км чёрных шоссе, 10 тыс. км щебёночных шоссе, 6500 км булыжных мостовых, 7500 км гравийных шоссе, 157 600 км улучшенных грунтовых дорог. Доля простых грунтовых дорог сократилась с 88,8 % до 75 %.
Капиталовложения в дорожную отрасль увеличились в 2.5 раза, до 4 миллиардов 457 млн рублей. Среднегодовой объем инвестиций уже в первые два года вырос до 432,5 млн рублей против 268 млн рублей в годы первой пятилетки.

### Третья пятилетка
Выполнению дорожной программы третьей пятилетки помешала Великая Отечественная война, во время которой нацистской Германией, их союзниками и сателлитами, на территории Союза ССР, были разрушены 91 000 километров автомобильных дорог, 90 000 мостов и других искусственных сооружений общей протяженностью более 930 000 километров. В ходе дорожного обеспечения операций дорожниками было восстановлено, отремонтировано и вновь построено около 100 000 км автомобильных дорог, свыше 1 000 000 метров мостов, заготовлено и подвезено для строительства дорог более 30 000 000 кубометров песка, камня и лесоматериалов. По мере освобождения территории Советского Союза от немецко-фашистских захватчиков самые необходимые работы по восстановлению дорог проводили формирования РККА. Было сформировано 42 дорожно-эксплуатационных полка, 7 учебных и один развернутый полк в Забайкальском крае.
Дорожные войска проложили более 5 000 км дорог с твёрдым покрытием, восстановили и построили более 1 000 км мостов.

### Массовое строительство дорог с твердым покрытием
Дорожное строительство не стало приоритетом Четвёртого пятилетнего плана (1946—1951): финансировалось оно недостаточно, а работы были разделены между Гушосдором, в рамках которого в 1945 году был организован Особый дорожно-строительный корпус, и Главным дорожным управлением (Главдорупр). Последний в 1950 году одновременно вёл строительство 32 дорог государственного значения и нескольких местных, привлекая к ним технику различных предприятий и местное население.
26 августа 1953 года было создано Министерство автомобильного транспорта и шоссейных дорог СССР, в структуру которого вошёл Гушосдор как эксплуатационный главк и Главдорстрой как строительный.
В 1959—1965 гг. протяженность дорог с твердым покрытием возросла на 81,2 тыс. км, 37 тыс. км из них имели усовершенствованные покрытия. В эти же годы были построены трассы Кашира — Воронеж, Воронеж — Саратов, Воронеж — Шахты, Саратов — Балашов, Владимир — Иваново, Свердловск — Челябинск и др.
В 1962 году началась эксплуатация МКАД протяженностью 109 км.
Пик дорожного строительства в СССР пришелся на 1960—1970-е годы. Дорожники наконец получили мощную технику и значительное финансирование.
Постановление ЦК КПСС и Совета министров СССР № 310 от 14 апреля 1980 г. определило меры по улучшению строительства, ремонта и содержания автодорог в СССР: недопустимость использования целевых средств, предназначенных на строительство, реконструкцию, ремонт и содержание автомобильных дорог, на другие цели, и использование для финансирования строительства и ремонта дорог государственного и республиканского значения средств госбюджета и отчислений в размере 2 % от доходов по эксплуатации автомобильного транспорта. К финансированию строительства и ремонта местных дорог в установленном порядке привлекались средства колхозов, предприятий и хозяйственных организаций на местах.
С 1988 года право классифицировать дорожные работы было передано в союзные республики. В РСФСР они были подразделены на ремонт и содержание.
В феврале 1988 года ЦК КПСС и Совет министров СССР приняли постановление «О государственной программе строительства и реконструкции автомобильных дорог в Нечернозёмной зоне РСФСР», которым предусматривалось до 1995 года ввести в эксплуатацию 170 000 — 200 000 километров дорог, из них 60 000 — 70 000 км общего пользования, 110 000 — 130 000 км внутрихозяйственного.

## Плотность дорожной сети
Невозможно сравнивать плотность дорожной сети густонаселённых европейских государств и стран и Союза ССР, где имелись огромные необжитые пространства с очень низкой плотностью населения.
В 1986 году было определено, что для густонаселённых районов Советского Союза оптимальной будет суммарная плотность дорог общего пользования и важнейших просёлочных дорог с твердым покрытием примерно 40—50 км на 1000 км2 площади. Для сравнения, в этот период плотность дорожной сети, включая городские улицы, в США составляла 66 км на 1000 кв км территории страны, в Испании — 63 км, а в Бельгии — до 420 км, причем даже 50 % сельских дорог там имели бетонное покрытие. При этом Дания, Швейцария и Швеция больше не планировали постройки автомагистралей, а в ФРГ принятый в 1977 году план развития дорог был сокращен к 1985 году на 1660 км. При этом в 1977—1981 годах во Франции сдавалось в эксплуатацию 300—450 км платных дорог.
На 1985 год планируемым показателям уже соответствовала Эстония (ЭССР), где с учётом ведомственных имелось 55,8 км дорог на тысячу кв. км. В Украине этот показатель составлял 22,5 км, в Молдавии — 37,2, Литве — 28,8, Грузии — 27,6 км.

## Цены строительства
Согласно «Краткому справочнику строителя автомобильных дорог» 1972 года, в 1956 году максимальная стоимость километра дорожного покрытия с шириной проезжей части 15 метров и основания 27,5 метра составляла 450 000 рублей (в приведённых ценах после деноминации 1961 года). Эти капитальные вложения не учитывают стоимости строительства туннелей, мостов протяженностью более 100 метров, транспортных развязок, станций техобслуживания и другой дополнительной дорожной инфраструктуры, и не относятся к районам труднопроходимой, болотистой местности и вечной мерзлоты.
В 1970-е — 1980-е годы стоимость дорожного строительства в Союзе ССР возросла, но те же процессы шли и на западе. Так, в США к 1985 году стоимость дорожного строительства увеличилась по сравнению с 1967 годом в 2,5 раза, достигнув для автомобильных магистралей в среднем 4,2 млн долларов за 1 км и для скоростных городских дорог 20 млн долларов/км.